# Ceglar
Ceglar je priimek več znanih Slovencev:
- Alojz Ceglar, urednik Primorskih srečanj...
- Janez Ceglar (2 osebi: dirigent in kirurg)
- Jože Ceglar (1879—1975), kamnosek
- Jože Ceglar (*1950), gospodarstvenik
- Karel Ceglar (1912—1999), katoliški duhovnik in bibliograf (Baragoslovec)
- Katja Ceglar (*1970), kustosinja, galeristka, muzealka
- Lud(o)vik Ceglar (1917—1998), teolog in nabožni pisec, izseljenski organizator
- Magdalena Ceglar = Magdalena Tovornik
- Petra Ceglar, pevka
- Rosanna Raljevič Ceglar (*1972), oblikovalka nakita
- Stanko Ceglar (1915—1994), duhovnik, klasični filolog in medievist v Kanadi